# Saltator à ailes noires
Saltator atripennis
Espèce
Statut de conservation UICN

 LC  : Préoccupation mineure
Le Saltator à ailes noires (Saltator atripennis) est une espèce d'oiseaux de la famille des Thraupidae.

## Description
Cet oiseau mesure environ 20 cm de longueur pour une masse de 44 à 60 g.

## Répartition
Cette espèce vit en Colombie et en Équateur.

## Liste des sous-espèces
Selon Catalogue of Life (29 septembre 2020) :
- sous-espèce Saltator atripennis atripennis P. L. Sclater, 1857
- sous-espèce Saltator atripennis caniceps Chapman, 1914